# Мираж (фильм, 2008)
«Мираж» — российский приключенческий фильм режиссёра Тиграна Кеосаяна.

## Сюжет
Лера (Хмельницкая) становится случайным свидетелем убийства и вынуждена бежать за границу. Там она и ещё две девушки оказываются проданными в сексуальное рабство. Бандиты привозят их в Мёртвый город, полный запасами оружия и наркотиков. Девушкам удаётся убить охранника и освободиться. К ним присоединяются двое заблудившихся русских туристов. Шестым в отряде становится некий «Ловец» (Марьянов), прибывший из России для поимки Леры и обязанный вернуть её живой.

## В ролях
- Дмитрий Марьянов — Ловец
- Алексей Чадов — Миша
- Рустам Уразаев — Джамал (озвучивает Тигран Кеосаян)
- Алёна Хмельницкая — Лера
- Алексей Бардуков — Женя
- Алексей Панин — Толик
- Виктор Вержбицкий — отец Леры
- Антонина Комиссарова — Ульяна
- Наталья Наумова — Таня
- Джамал Тетруашвили
- Алексей Дмитриев — Ахмет
- Сергей Требесов
- Юрий Сафаров
- Леонид Володарский — озвучка

## Критика
- Комсомольская правда: «„Мираж“ зависает между постмодернистской комедией и боевиком; для комедии он недостаточно смешной, а для боевика — недостаточно захватывающий и в принципе несколько мелковатый, лишённый и по-настоящему острого сюжета, и харизматических героев вроде Верещагина или клинт-иствудского Человека без имени. В пропасть, неожиданно разверзшуюся между двумя жанрами, проваливаются и обаятельные актёры, и непошлые шутки, и вообще весь творческий запал Тиграна Эдмондовича»[1].
- Коммерсантъ: «Приключенческий боевик „Мираж“ его автор Тигран Кеосаян иногда называет то вестерном, то „истерном“ — действительно, при его легкомысленном режиссёрском подходе не так уж важно, идет ли речь о Диком Западе или Ближнем Востоке. Все происходящее на экране всё равно представляет собой мираж, отражение когда-то существовавшей кинематографической реальности в мозгу авторов. Автор сожалеет, что система этих мозговых отражателей оказалась слишком незамысловатой»[2].